# George Ponsonby
George Ponsonby (5 marzo 1755 – 8 luglio 1817) è stato un avvocato e politico britannico.
Ha servito come Lord cancelliere d'Irlanda dal 1806 al 1807 presso il Ministero di tutti gli Ingegni.

## Biografia

### Sfondo ed educazione
Ponsonby era il secondo figlio sopravvissuto dell'Onorevole John Ponsonby, presidente della Camera dei comuni irlandese (1756–71), e di sua moglie, Lady Elizabeth Cavendish (1723–1796), figlia di William Cavendish, III duca di Devonshire. Ha studiato al Kilkenny College e al Trinity College di Cambridge.

### Carriera legale e politica
Avvocato, Ponsonby divenne membro del Parlamento irlandese nel 1776. Nel parlamento sedette per Wicklow Borough tra il 1778 e il 1783 e successivamente per Inistioge tra il 1783 e il 1797. Dal 1798 fino all'Atto di Unione nel 1801, rappresentò Galway Borough. Ponsonby fu Cancelliere dello Scacchiere irlandese nel 1782, assumendo poi un ruolo importante nei dibattiti sulla questione dell'emancipazione cattolica e guidando l'opposizione parlamentare.
Dopo il 1801 Ponsonby rappresentò Wicklow e poi Tavistock nel Parlamento del Regno Unito; nel 1806-1807 fu Lord Cancelliere d'Irlanda, e dal 1808 al 1817 fu il leader riconosciuto dell'opposizione alla Camera dei comuni britannica.
Ponsonby era stato scelto come il primo leader riconosciuto dell'opposizione, piuttosto che leader di un'opposizione, quando i due principali coetanei Whig Lord Grenville e il Conte Grey, lo proposero ai parlamentari Whig. Ha dimostrato di essere un leader debole, ma non era disposto a dimettersi e così ha mantenuto la leadership del partito alla Camera dei comuni fino alla sua morte. Gli successe come leader del partito George Tierney.

### Vita privata
A Dublino, era membro del Daly's Club.
Ha sposato Lady Mary Butler, la figlia di Brinsley Butler, II conte di Lanesborough e sua moglie Lady Jane Rochfort. Quando morì a Londra l'8 luglio 1817 lasciò un'unica figlia, Elisabetta, che sposò Francis Aldborough Prittie, deputato, da cui ebbe sei figli.

## Ascendenza
|                                           |                                          |                                         | Genitori                                 |  |  | Nonni |  |  | Bisnonni                               |  |  | Trisnonni     |  |
|                                           |                                          |                                         |                                          |  |  |       |  |  | William Ponsonby, I visconte Duncannon |  |  | John Ponsonby |  |
|                                           |                                          |                                         |                                          |  |  |       |  |  | William Ponsonby, I visconte Duncannon |  |  | John Ponsonby |  |
|                                           |                                          | Elizabeth Folliott                      |                                          |  |  |       |  |  | William Ponsonby, I visconte Duncannon |  |  |               |  |
| Brabazon Ponsonby, I conte di Bessborough |                                          |                                         |                                          |  |  |       |  |  | William Ponsonby, I visconte Duncannon |  |  |               |  |
|                                           |                                          | Mary Moore                              | Randle Moore                             |  |  |       |  |  |                                        |  |  |               |  |
|                                           |                                          | Mary Moore                              | Randle Moore                             |  |  |       |  |  |                                        |  |  |               |  |
|                                           |                                          | Mary Moore                              | Jane Brabazon                            |  |  |       |  |  |                                        |  |  |               |  |
| John Ponsonby                             |                                          | Mary Moore                              |                                          |  |  |       |  |  |                                        |  |  |               |  |
|                                           |                                          | John Margetson                          | James Margetson                          |  |  |       |  |  |                                        |  |  |               |  |
|                                           |                                          | John Margetson                          | James Margetson                          |  |  |       |  |  |                                        |  |  |               |  |
|                                           |                                          | John Margetson                          | Anne Bennett                             |  |  |       |  |  |                                        |  |  |               |  |
| Sarah Margetson                           |                                          | John Margetson                          |                                          |  |  |       |  |  |                                        |  |  |               |  |
|                                           |                                          | Alice Caulfeild                         | William Caulfeild, I visconte Charlemont |  |  |       |  |  |                                        |  |  |               |  |
|                                           |                                          | Alice Caulfeild                         | William Caulfeild, I visconte Charlemont |  |  |       |  |  |                                        |  |  |               |  |
|                                           |                                          | Alice Caulfeild                         | Sarah Moore                              |  |  |       |  |  |                                        |  |  |               |  |
| George Ponsonby                           |                                          | Alice Caulfeild                         |                                          |  |  |       |  |  |                                        |  |  |               |  |
|                                           | William Cavendish, II duca di Devonshire | William Cavendish, I duca di Devonshire |                                          |  |  |       |  |  |                                        |  |  |               |  |
|                                           | William Cavendish, II duca di Devonshire | William Cavendish, I duca di Devonshire |                                          |  |  |       |  |  |                                        |  |  |               |  |
|                                           | William Cavendish, II duca di Devonshire | Mary Butler                             |                                          |  |  |       |  |  |                                        |  |  |               |  |
| William Cavendish, III duca di Devonshire | William Cavendish, II duca di Devonshire |                                         |                                          |  |  |       |  |  |                                        |  |  |               |  |
|                                           |                                          | Rachel Russell                          | William Russell, lord Russell            |  |  |       |  |  |                                        |  |  |               |  |
|                                           |                                          | Rachel Russell                          | William Russell, lord Russell            |  |  |       |  |  |                                        |  |  |               |  |
|                                           |                                          | Rachel Russell                          | Rachel Wriothesley                       |  |  |       |  |  |                                        |  |  |               |  |
| Elizabeth Cavendish                       |                                          | Rachel Russell                          |                                          |  |  |       |  |  |                                        |  |  |               |  |
|                                           |                                          | John Hoskins                            | Charles Hoskyns                          |  |  |       |  |  |                                        |  |  |               |  |
|                                           |                                          | John Hoskins                            | Charles Hoskyns                          |  |  |       |  |  |                                        |  |  |               |  |
|                                           |                                          | John Hoskins                            | Anne Hale                                |  |  |       |  |  |                                        |  |  |               |  |
| Catherine Hoskins                         |                                          | John Hoskins                            |                                          |  |  |       |  |  |                                        |  |  |               |  |
|                                           |                                          | Catherine Hale                          | William Hale                             |  |  |       |  |  |                                        |  |  |               |  |
|                                           |                                          | Catherine Hale                          | William Hale                             |  |  |       |  |  |                                        |  |  |               |  |
|                                           |                                          | Catherine Hale                          | Mary Elwes                               |  |  |       |  |  |                                        |  |  |               |  |
|                                           |                                          | Catherine Hale                          |                                          |  |  |       |  |  |                                        |  |  |               |  |